# Olympische Sommerspiele 2024/Teilnehmer (Zypern)
| Gelbes Symbol für Goldmedaillen mit stilisierten Olympischen Ringen | Graues Symbol für Silbermedaillen mit stilisierten Olympischen Ringen | Braundes Symbol für Bronzemedaillen mit stilisierten Olympischen Ringen |
| ------------------------------------------------------------------- | --------------------------------------------------------------------- | ----------------------------------------------------------------------- |
| —                                                                   | 1                                                                     | —                                                                       |

Zypern nahm an den Olympischen Spielen 2024 vom 26. Juli bis zum 11. August 2024 in Paris mit 15 Athleten (6 Männer, 9 Frauen) teil. Es war die insgesamt 12. Teilnahme an Olympischen Sommerspielen. Im Februar 2024 hatten sich zwei Athleten und eine Athletin für die Teilnahme qualifiziert. Bei der Übergabe der Olympischen Flagge an das zyprische Team im Juni 2024 bestand dieses aus 11 Athleten. Im Juli 2024 wuchs die Mannschaft auf 15 Personen an.
Bei der Eröffnungsfeier der Spiele trugen Elena Kulichenko und Milan Trajkovits die zyprische Fahne. Für die Abschlussfeier wurde Vera Tugolukova auserwählt, die Fahne zu tragen.

## Medaillen

### Medaillenspiegel
| Rang   | Sportart | Gold | Silber | Bronze | Gesamt |
| ------ | -------- | ---- | ------ | ------ | ------ |
| 1      | Segeln   | –    | 1      | –      | 1      |
| Gesamt | Gesamt   | 0    | 1      | 0      | 1      |

### Medaillengewinner
| Name/n          | Sportart | Wettkampf |
| --------------- | -------- | --------- |
| Silber          |          |           |
| Pavlos Kontides | Segeln   | Laser     |

## Teilnehmer nach Sportarten

### Fechten
Alex Tofalides konnte sich beim Qualifikationsturnier Europa im April 2024 für den Wettbewerb Florett Einzel der Olympischen Sommerspiele qualifizieren.
| Athleten       | Wettbewerb     | 1. Runde      | 1. Runde | 2. Runde | 2. Runde | Achtelfinale  | Achtelfinale  | Viertelfinale | Viertelfinale | Halbfinale / Klassifikation | Halbfinale / Klassifikation | Finale / Platzierung | Finale / Platzierung | Rang |
| Athleten       | Wettbewerb     | Gegner        | Ergebnis | Gegner   | Ergebnis | Gegner        | Ergebnis      | Gegner        | Ergebnis      | Gegner                      | Ergebnis                    | Gegner               | Ergebnis             | Rang |
| -------------- | -------------- | ------------- | -------- | -------- | -------- | ------------- | ------------- | ------------- | ------------- | --------------------------- | --------------------------- | -------------------- | -------------------- | ---- |
| Männer         |                |               |          |          |          |               |               |               |               |                             |                             |                      |                      |      |
| Alex Tofalides | Florett Einzel | A. Wojtkowiak | 15:10    | N. Itkin | 10:15    | ausgeschieden | ausgeschieden | ausgeschieden | ausgeschieden | ausgeschieden               | ausgeschieden               | ausgeschieden        | ausgeschieden        | 31   |

### Judo
Über die IJF-Weltrangliste konnte sich eine zyprische Judoka im Halbleichtgewicht der Frauen qualifizieren.
| Frauen        |                  |           |         |            |      |               |               |               |               |               |               |   |
| Sofia Asvesta | Klasse bis 52 kg | S. Iraoui | 1s1:0s2 | A. Buchard | 0:10 | ausgeschieden | ausgeschieden | ausgeschieden | ausgeschieden | ausgeschieden | ausgeschieden | 9 |

### Leichtathletik
Laufen und Gehen 
| Athleten          | Wettbewerb   | Vorlauf | Vorlauf | Hoffnungslauf | Hoffnungslauf | Halbfinale    | Halbfinale    | Finale        | Finale        | Rang          |
| Athleten          | Wettbewerb   | Zeit    | Rang    | Zeit          | Rang          | Zeit          | Rang          | Zeit          | Rang          | Rang          |
| ----------------- | ------------ | ------- | ------- | ------------- | ------------- | ------------- | ------------- | ------------- | ------------- | ------------- |
| Frauen            |              |         |         |               |               |               |               |               |               |               |
| Olivia Fotopoulou | 100 m        | 11,50 s | 7       | ausgeschieden | ausgeschieden | ausgeschieden | ausgeschieden | ausgeschieden | ausgeschieden | ausgeschieden |
| Olivia Fotopoulou | 200 m        | 23,07 s | 5       | 22,92 s       | 1             | 22,98 s       | 8             | ausgeschieden | ausgeschieden | ausgeschieden |
| Männer            |              |         |         |               |               |               |               |               |               |               |
| Milan Traikovits  | 110 m Hürden | 13,43 s | 4       | —             | —             | 13,32 s       | 3             | ausgeschieden | ausgeschieden | ausgeschieden |

Springen und Werfen
| Athleten         | Wettbewerb | Qualifikation | Qualifikation | Finale     | Finale | Rang |
| Athleten         | Wettbewerb | Weite/Höhe    | Rang          | Weite/Höhe | Rang   | Rang |
| ---------------- | ---------- | ------------- | ------------- | ---------- | ------ | ---- |
| Frauen           |            |               |               |            |        |      |
| Elena Kulichenko | Hochsprung | 1,92 m        | 7             | 1,95 m     | 7      | 7    |

### Radsport

#### Straße
| Athleten           | Wettbewerb    | Zeit      | Rang |
| ------------------ | ------------- | --------- | ---- |
| Frauen             |               |           |      |
| Antri Christoforou | Straßenrennen | 4:10:20 h | 62   |

### Schießen
Im bis zum 9. Juni 2024 laufenden Qualifikationszeitraum konnte ein Quotenplatz im Skeet der Frauen gewonnen werden.
| Athleten             | Wettbewerb | Qualifikation   | Qualifikation | Finale          | Finale        | Rang |
| Athleten             | Wettbewerb | Ringe/ Scheiben | Rang          | Ringe/ Scheiben | Rang          | Rang |
| -------------------- | ---------- | --------------- | ------------- | --------------- | ------------- | ---- |
| Frauen               |            |                 |               |                 |               |      |
| Konstantina Nikolaou | Skeet      | 116             | 20            | ausgeschieden   | ausgeschieden | 20   |

### Schwimmen
| Athleten         | Wettbewerb     | Vorlauf | Vorlauf | Halbfinale    | Halbfinale    | Finale        | Finale        | Rang |
| Athleten         | Wettbewerb     | Zeit    | Rang    | Zeit          | Rang          | Zeit          | Rang          | Rang |
| ---------------- | -------------- | ------- | ------- | ------------- | ------------- | ------------- | ------------- | ---- |
| Frauen           |                |         |         |               |               |               |               |      |
| Kalia Antoniou   | 100 m Freistil | 54,75 s | 18      | ausgeschieden | ausgeschieden | ausgeschieden | ausgeschieden | 18   |
| Männer           |                |         |         |               |               |               |               |      |
| Nikolas Antoniou | 100 m Freistil | 50,35 s | 43      | ausgeschieden | ausgeschieden | ausgeschieden | ausgeschieden | 43   |

### Segeln
| Athleten        | Wettbewerb        | Qualifikation | Qualifikation | Medal Race    | Medal Race    | Punkte | Rang   |
| Athleten        | Wettbewerb        | Punkte        | Rang          | Punkte        | Rang          | Punkte | Rang   |
| --------------- | ----------------- | ------------- | ------------- | ------------- | ------------- | ------ | ------ |
| Frauen          |                   |               |               |               |               |        |        |
| Natasa Lappa    | Windsurfen iQFoiL | 170           | 19            | ausgeschieden | ausgeschieden | 170    | 19     |
| Marilena Makri  | Laser Radial      | 195           | 30            | ausgeschieden | ausgeschieden | 195    | 30     |
| Männer          |                   |               |               |               |               |        |        |
| Pavlos Kontides | Laser             | 52            | 2             | 4             | 2             | 56     | Silber |
| Denis Taradin   | Formula Kite      | 49            | 12            | ausgeschieden | ausgeschieden | 49     | 12     |

### Turnen

#### Gerätturnen
| Athleten        | Wettbewerb       | Qualifikation | Qualifikation | Finale        | Finale        | Rang |
| Athleten        | Wettbewerb       | Punkte        | Rang          | Punkte        | Rang          | Rang |
| --------------- | ---------------- | ------------- | ------------- | ------------- | ------------- | ---- |
| Männer          |                  |               |               |               |               |      |
| Marios Georgiou | Barren           | 11,600        | 63            | ausgeschieden | ausgeschieden | 63   |
| Marios Georgiou | Boden            | 13,266        | 50            | ausgeschieden | ausgeschieden | 50   |
| Marios Georgiou | Pauschenpferd    | 13,400        | 35            | ausgeschieden | ausgeschieden | 35   |
| Marios Georgiou | Reck             | 14,366        | 8             | 13,333        | 6             | 6    |
| Marios Georgiou | Ringe            | 12,900        | 56            | ausgeschieden | ausgeschieden | 56   |
| Marios Georgiou | Sprung           | 13,966        | 46            | ausgeschieden | ausgeschieden | 46   |
| Marios Georgiou | Mehrkampf Einzel | 79,498        | 33            | ausgeschieden | ausgeschieden | 33   |

#### Rhythmische Sportgymnastik
| Athletinnen     | Wettbewerb       | Qualifikation | Qualifikation | Finale        | Finale        | Rang |
| Athletinnen     | Wettbewerb       | Punkte        | Rang          | Punkte        | Rang          | Rang |
| --------------- | ---------------- | ------------- | ------------- | ------------- | ------------- | ---- |
| Frauen          |                  |               |               |               |               |      |
| Vera Tugolukova | Mehrkampf Einzel | 121,750       | 16            | ausgeschieden | ausgeschieden | 16   |